# Teatro de Walter Forster
Foi um dos primeiros programas da TV Tupi de São Paulo e um dos primeiros programas da televisão brasileira a ir ao ar, sendo exibido junto com as primeiras atrações no dia da inauguração da televisão no Brasil, sendo assim a sua estreia aconteceu na noite do dia 18 de setembro de 1950, era dirigido e apresentado pelo ator Walter Forster e contava com o elenco de atores pioneiros da TV Tupi.